# Hvalkî, Șîșakî
Hvalkî (în ucraineană Хвальки) este un sat în comuna Iareskî din raionul Șîșakî, regiunea Poltava, Ucraina.

## Demografie
Componența lingvistică a localității Hvalkî
     Ucraineană (96,88%)
     Rusă (3,13%)
Conform recensământului din 2001, majoritatea populației localității Hvalkî era vorbitoare de ucraineană (96,88%), existând în minoritate și vorbitori de rusă (3,13%).